# Candona crogmaniana
Candona crogmaniana är en kräftdjursart som beskrevs av Turner 1894. Candona crogmaniana ingår i släktet Candona och familjen Candonidae. Inga underarter finns listade.